# Shine (película)
Shine (Claroscuro, en Hispanoamérica; El resplandor de un genio, en España) es una película australiana de 1996, dirigida por Scott Hicks, acerca de la historia del pianista David Helfgott, también australiano, quien sufrió una crisis emocional a causa de los maltratos que le infligió su padre.

## Sinopsis
Basada en la vida de David Helfgott, un niño prodigio, Shine examina su tortuosa vida, desde su infancia dominada por su estricto padre, hasta llegar a sus crisis nerviosas cuando es adulto. Cuando es aceptado en una prestigiosa escuela de música en Londres, la Royal College of Music, David se siente capaz de huir de su padre y arriesgarlo todo por su única pasión, la música. Pero el rechazo de su padre y las presiones de su trabajo acaban desencadenando su psicosis latente. Solo el amor de una mujer que lo comprende de verdad puede estabilizarlo y devolverlo a la sociedad para que esta disfrute con su música. La película critica las injusticias familiares y profesionales.

## Crítica y premios
Shine fue aclamada por la crítica de todo el mundo, y recibió innumerables premios, incluido el premio Óscar de 1997 al mejor actor para Geoffrey Rush. También fue nominada al Óscar en las categorías Mejor Actor de Reparto, Mejor Dirección, Mejor Edición, Mejor Música, Mejor Fotografía, Mejor Guion y Mejor Película.

### El libro escrito por Gillian Helfgott
Ese mismo año, 1996, Gillian Helfgott publicó, con Alissa Tanskaya, Love you to Bits and Pieces (Locos de amor, en la edición en español, de 1998, traducción de Irene Sánchez Molina).

## Banda sonora

### Música ligera
- With a Girl Like You (Reg Presley), The Troggs.
- Why Do They Doubt Our Love, Johnny O'Keefe.
- Daisy Bell (Harry Dacre), Ricky Edwards.
- Sleep Walk, Santo & Johnny.

### Piezas clásicas
- Polonesa "Heroica" en la bemol mayor, opus 53, de Fryderyk Chopin.
- Concierto para piano n.º 3, de Serguéi Rajmáninov
- La campanella, de Franz Liszt.
- Fast zu Ernst - Escenas de la niñez, Op. 15, de Robert Schumann.
- Rapsodia húngara n.º 2, de Franz Liszt.
- El vuelo del moscardón, de Nikolái Rimski-Kórsakov.
- Gloria en re, RV 589, de Antonio Vivaldi.
- Un sospiro, de Franz Liszt.
- Nulla in mundo pax sincera, de Antonio Vivaldi.
- Funiculì, funiculà, de Luigi Denza.
- Preludio n.º 2 Op. 3 en do sostenido menor, de Serguéi Rajmáninov.
- Sinfonía n.º 9 Op. 125 en re menor, de Ludwig van Beethoven.
- Sonata "Appassionata" Op. 57 n.º 23 en fa menor, de Ludwig van Beethoven.
- Preludio en re bemol mayor, "La gota de lluvia", Op. 28, n.º 15, Fryderyk Chopin.